# 木曽ダム
木曽ダム（木曾ダム、きそダム）は、木曽川水系王滝川に建設されたダムである。長野県木曽郡木曽町福島に位置する。関西電力株式会社の水力発電専用ダムであり、木曽発電所（きそはつでんしょ）および寝覚発電所の取水ダムとして機能する。
木曽ダムからの送水により2つの発電所の合計で最大1万5,100キロワットの電力を発生させる。またダム湖は上流にある揚水式水力発電所の三尾発電所（出力3万7,000キロワット）の下池としての機能も持つ。

## 設備構成

### 木曽ダム
木曽ダムは、木曽川支流の王滝川を横断する形で築造されたダムである。木曽川合流点の約300メートル上流に位置する。形式は重力式コンクリートダム。ダムの堤高（基礎岩盤からの高さ）は35.2メートル、堤頂長（頂上部長さ）は132.5メートル、堤体積（堤体の体積）は4万4750立方メートル。ダム頂部には洪水吐としてラジアルゲートが3門並ぶ。
ダムによって形成される調整池の総貯水量は436万7000立方メートルで、そのうち満水位標高739.5メートルから5.0メートル以内の有効貯水量は184万4000立方メートルとなっている（数字は2008年3月末時点）。また湛水面積は0.4平方キロメートルに及ぶ（同左）。
ダム湛水区域右岸に関西電力三尾発電所の放水口が設置されており、ダム湖は同発電所による揚水発電の「下池」として機能している（上池は牧尾ダム貯水池）。

### 木曽発電所

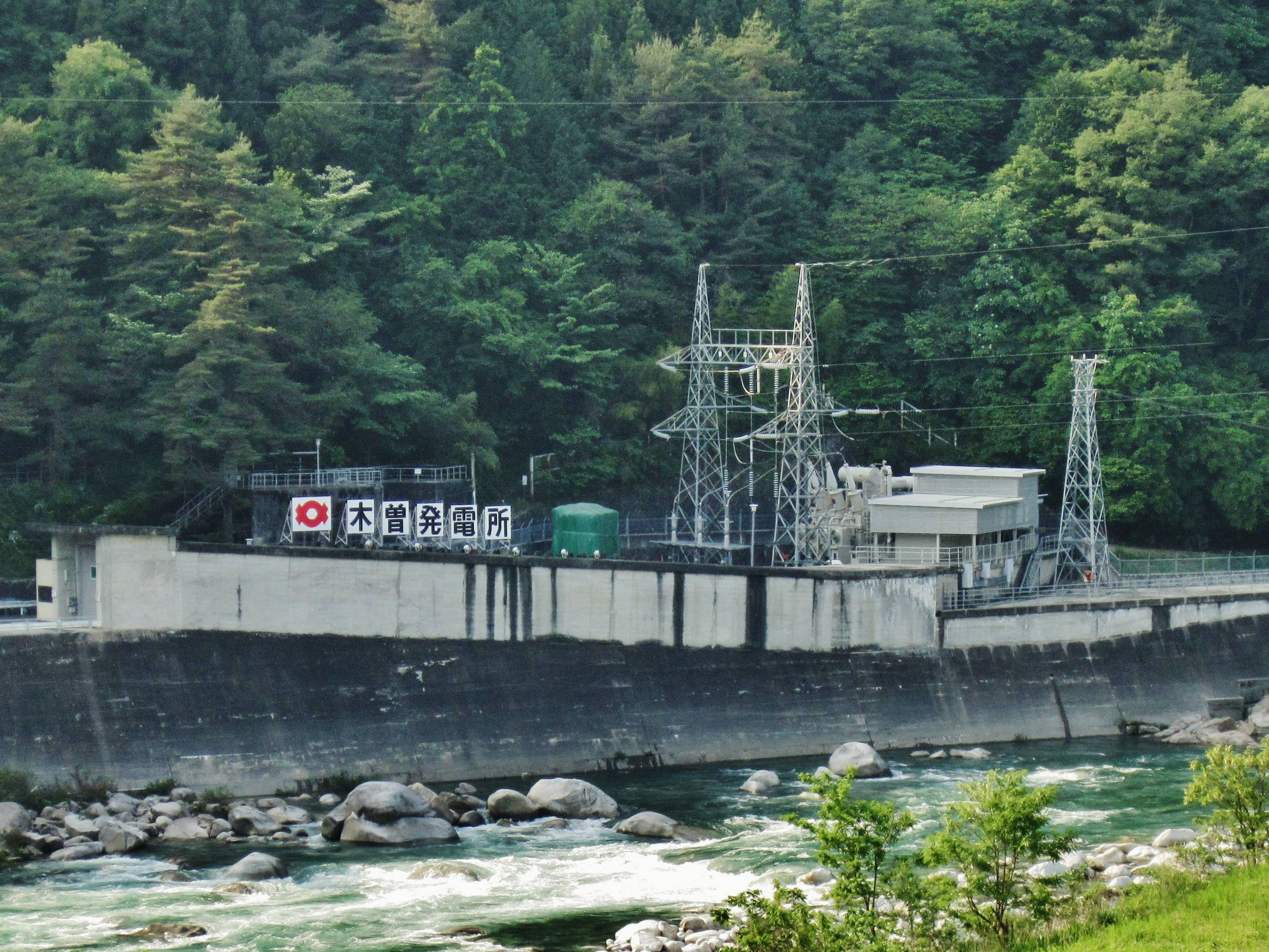
木曽発電所地上建物（2011年）

木曽ダムから取水する発電所は寝覚発電所と木曽発電所の2か所がある。前者は木曽ダムよりも古い発電所であり、後者がダム建設にあわせて開発された発電所になる。木曽発電所は寝覚発電所よりも下流側、木曽川に面した木曽郡大桑村大字殿に位置する（北緯35度41分34.4秒 東経137度40分7.4秒 / 北緯35.692889度 東経137.668722度）。ダム・導水路の双方により落差を得て発電するダム水路式発電所であり、最大使用水量60.0立方メートル毎秒・有効落差225.90メートルにて最大11万6000キロワットを発電している。
木曽発電所取水口は寝覚発電所取水口と共用でありダム右岸に位置する。コンクリート容量を節約するためダム堤体に接続する2階建て構造となっており、木曽発電所水路は下部に繋がる（上部は寝覚発電所用）。
取水口から木曽発電所に至る導水路は木曽川右岸（西岸）に位置し、長さは14.88キロメートルに及ぶ。導水路は5本の圧力トンネルと小川（木曽川支流）を渡る部分の水路橋（小川水路橋、長さ264メートル）で構成される。この水路橋のすぐ上流の地点で、導水路に小川堰堤（寝覚発電所と共用）からの取水が合流する。小川堰堤からの支水路は1.26キロメートルの長さがあり、同じく圧力トンネルで構成される。導水路終端にはサージタンクが設置されている。
サージタンクの水は長さ249.3メートルの水圧管路にて発電所に落とされる。発電所建屋は全地下式。発電設備は出力12万6000キロワットの立軸単輪単流渦巻フランシス水車 (VF-1RS) と容量12万5000キロボルトアンペア (kVA)・電圧16.5キロボルト (kV)・力率90パーセントの発電機を各1台備える。発生電力の周波数は60ヘルツに設定されている。なお設備の製造者は水車が三菱重工業、発電機が三菱電機である。
発電所を過ぎた水は、さらに2.8キロメートルの放水路（圧力トンネルと蓋渠からなる）を経て放水口へと至る。放水口は大桑発電所の直上流に立地（北緯35度40分52.2秒 東経137度38分36.0秒 / 北緯35.681167度 東経137.643333度）。元の計画ではここに発電所建屋が半地下式で建設される予定であったが、工事の都合や導水路との関係から上流側に改められた経緯がある。

## 建設の経緯

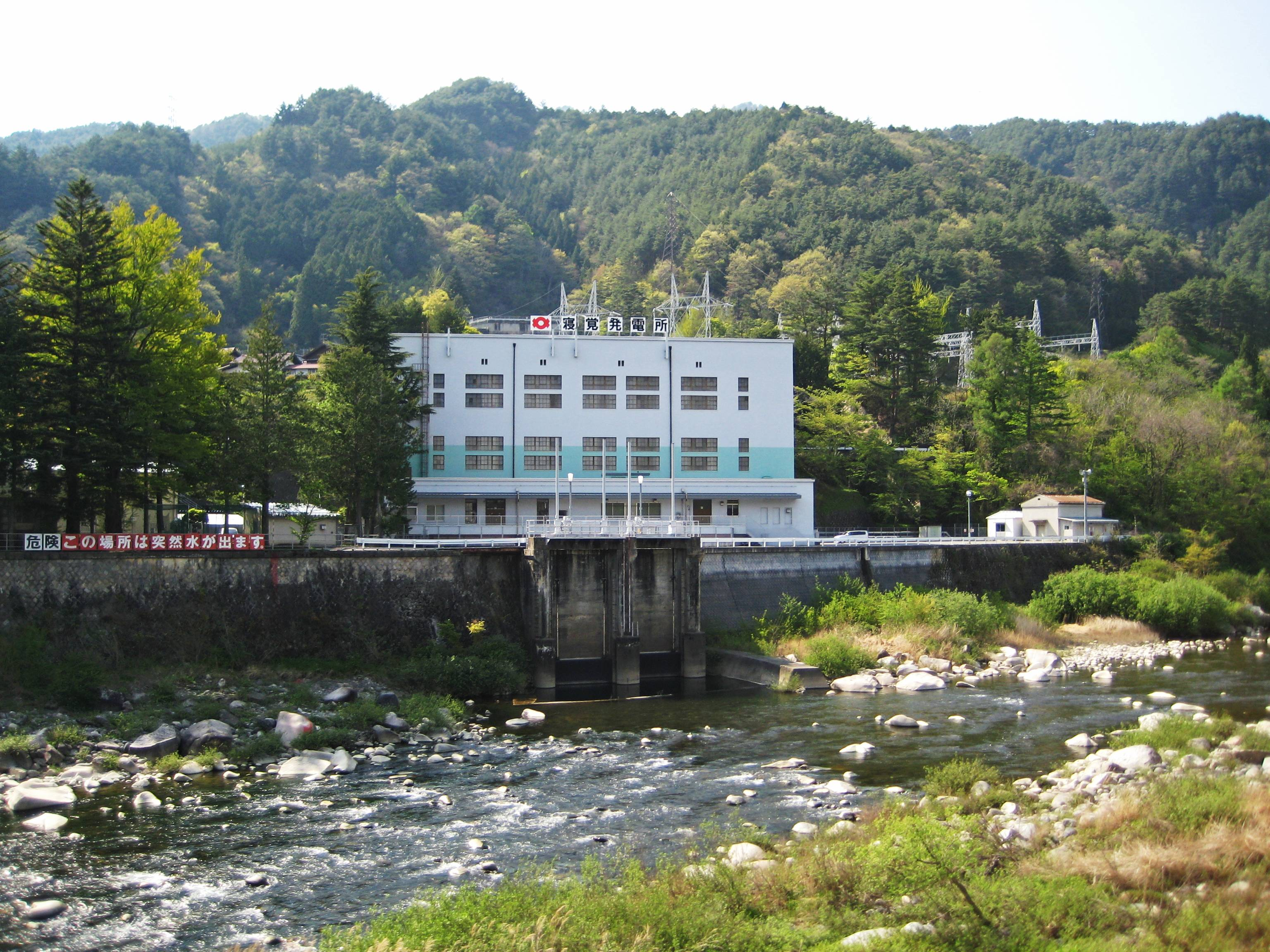
旧大同電力の寝覚発電所（2009年）

木曽川では、大正から昭和戦前期にかけて当時の大手電力会社大同電力により電源開発が進展した。同社が建設した木曽川の水力発電所は9か所に及ぶ。これらの発電所は、使用水量が平水量（1年を通じて185日はこれを下らない流量のこと）の前後に設定されているという特徴を持った。従って、渇水期には発電力減退が避けられなかった。そこで大同電力では、豊水期の余水や洪水を貯留して渇水時に放流するという貯水池の設置を計画。1935年（昭和10年）、木曽川支流の王滝川上流部にて三浦ダム建設に着手した。木曽川の発電所が国策会社日本発送電に引き継がれたのち、太平洋戦争中の1942年（昭和17年）に三浦ダムは完成した。三浦ダムによって形成される三浦貯水池の総貯水量は5642万立方メートル（建設時）に及び、下流発電所の発電量を年間2億871万キロワット時も増強できると見込まれた。
戦後日本発送電から木曽川の発電所を引き継いだ関西電力では、使用水量の少ない旧式発電所の再開発に着手し、まず1957年（昭和32年）長野県内最下流に山口ダム（山口発電所）を建設、次いで1960年（昭和35年）その上流側に読書ダム（読書第二発電所）を完成させた。山口・読書に続いて再開発第3弾として着手されたのが、木曽川・王滝川合流地点の下流側から読書ダム上流にかけて連なる寝覚・上松・桃山・須原・大桑の5発電所に関する再開発である。これらの発電所は調整池を持たない流込み式（自流式）発電所であり、加えて寝覚以外の4発電所は小規模であるため三浦貯水池からの放流を取水しきれないことがたびたびあり、三浦貯水池の放流を抑えざるを得ないという状況であった。
1961年（昭和36年）3月、愛知用水公団（現・水資源機構）によって王滝川下流部に牧尾ダムが建設され、7500万立方メートルの総貯水量を有するダム湖「御岳湖」が出現した。建設に先立ち、ダムに付属する発電所建設を公団に代わって関西電力が実施することが1956年（昭和31年）に決定される。この段階では出力1万キロワット程度の発電所をダム直下に設ける計画（牧尾発電所計画）であったが、1958年（昭和33年）になって牧尾発電所計画は撤回、下流に連なる流込み式発電所の再開発を兼ねた「木曽発電所」の建設計画が策定された。当初計画における木曽発電所は、牧尾貯水池から取水（一部木曽川支流小川からも取水）し、19.5キロメートルにわたって水路トンネルで導水して大桑発電所付近にて発電する、出力最大11万キロワットの発電所であった。
その木曽発電所の計画は、着工段階に入って再度変更された。牧尾ダムに付帯する発電所（王滝川発電所、完成後三尾発電所と改称）の計画を再び起こし、流込み式発電所の再開発を狙った木曽発電所については牧尾ダムの下流、木曽川合流点付近に新設する調整池に取水地点を改める、というものである。発電所を2か所に分割したのは、水路敷設ルート上に地質不良箇所が複数発見され難工事が予想されたため。また1960年9月には、ダム側の三尾発電所に揚水発電機能を持たせることも決定された。こうして木曽発電所は、5か所の既存流込み式発電所の再開発に加え、三尾発電所に揚水発電のための下部池を提供する、という2つの役割が与えられることとなった。
1963年（昭和38年）5月、出力3万4000キロワットの三尾発電所が牧尾ダム下流に完成した。一方、木曽発電所は補償交渉が難航して着工が2年後の1965年（昭和40年）5月にずれ込んだ。工法の特徴として、木曽ダム左岸河床砂礫層におけるイコス止水壁・グラウト止水壁による貯水滲透防止、水圧鉄管内圧の一部地山負担があり、どちらも社内初の試みであった。また水車は容量12万6000キロワットという当時としては大型のものを採用しており、これも社内初となった。工事中、水路トンネルの掘削が断層・悪地質のため2か月遅延したが、コンクリート巻き立てとグラウチングを並行して施工するなど工期短縮の努力が続けられた結果、予定通り1967年11月竣工に至った。12月31日に通水式が挙行され、翌1968年（昭和43年）1月27日より木曽発電所は出力11万6000キロワットにて営業運転に入った。
木曽発電所の完成により木曽川中流部の再開発が完了し、河川利用率は57パーセントから76パーセントへと飛躍的に向上した。